# Otakar František Starhemberg
Otakar František Jakub hrabě ze Starhembergu (Ottokar Franz Jakob Graf von Starhemberg) (12. srpna 1681, Linec – 11. července 1733, Vídeň) byl rakouský generál. Prosadil se jako vojevůdce v dynastických válkách první čtvrtiny 18. století, nakonec dosáhl hodnosti polního zbrojmistra (1730). V letech 1730–1733 byl vrchním velitelem v Českém království.

## Životopis
Pocházel z významného rakouského rodu Starhembergů, narodil se do početné rodiny hraběte Gundakara XVI. Starhemberga (1652–1702). Od mládí sloužil v armádě, za války o španělské dědictví dosáhl hodnosti plukovníka (1709). Později se vyznamenal v bojích proti Turkům a v roce 1717 dosáhl hodnosti generálmajora. Za války čtverné aliance vynikl v Itálii, kde byl zraněn a v roce 1720 byl krátce guvernérem v Palermu. Za svou účast v této válce dostal od papeže Benedikta XIII. roční penzi ve výši 2 000 escudo. V roce 1723 dosáhl hodnosti polního podmaršála a nakonec byl povýšen na polního zbrojmistra (1730). V roce 1731 byl jmenován tajným radou a závěr své kariéry strávil jako zemský velitel v Čechách se sídlem v Praze (1730–1733).
V roce 1726 se oženil s hraběnkou Marií Kristinou Trautsonovou (1702–1743), dcerou císařského nejvyššího hofmistra knížete Jana Leopolda z Trautsonu (1659–1724). Z jejich manželství se narodila jediná dcera Marie Terezie (1727–1749), která se provdala za svého vzdáleného bratrance, pozdějšího knížete Jiřího Adama Starhemberga (1724–1807).